# Vallée du Corchon
Vallée du Corchon este o arie protejată (sit de importanță comunitară — SCI) din Franța întinsă pe o suprafață de 62,87 ha, integral pe uscat.

## Localizare
Centrul sitului Vallée du Corchon este situat la coordonatele 46°29′45″N 1°06′05″E / 46.49583°N 1.10139°E.

## Înființare
Situl Vallée du Corchon a fost declarat arie specială de conservare în baza directivei 92/43 din 1992 referitoare la conservarea habitatelor naturale și a faunei și florei sălbatice pentru a proteja 9 specii de animale.

## Biodiversitate
Situată în ecoregiunile atlantică și continentală, aria protejată conține 6 habitate naturale: Păduri aluvionare cu Alnus glutinosa și Fraxinus excelsior (Alno-Padion, Alnion incanae, Salicion albae), Liziere de ierburi înalte hidrofile de câmpie și de nivel montan până la alpin, Ape oligotrofe din câmpii nisipoase, cu un conținut foarte redus de minerale (Littorelletalia uniflorae), Ape puternic oligomezotrofe cu vegetație bentonică cu Chara spp., Lacuri eutrofice naturale cu vegetație de tip Magnopotamion sau Hydrocharition, Pajiști cu Molinia pe soluri calcaroase, turboase sau argilos-nămoloase (Molinion caeruleae).
La baza desemnării sitului se află mai multe specii protejate:
- mamifere (2): liliacul mare cu potcoavă (Rhinolophus ferrumequinum), liliacul mic cu potcoavă (Rhinolophus hipposideros)
- nevertebrate (4): croitorul mare al stejarului (Cerambyx cerdo), Coenagrion mercuriale, rădașcă (Lucanus cervus), Oxygastra curtisii
- pești (2): zglăvoacă (Cottus gobio), cicar (Lampetra planeri)
- reptile (1): țestoasa de baltă (Emys orbicularis)